# Собешин
Собешин (пол. Sobieszyn) — село в Польщі, у гміні Уленж Рицького повіту Люблінського воєводства.
Населення — 706 осіб (2011).

## Демографія
Демографічна структура станом на 31 березня 2011 року:
|          | Загалом | Допрацездатний вік | Працездатний вік | Постпрацездатний вік |
| -------- | ------- | ------------------ | ---------------- | -------------------- |
| Чоловіки | 365     | 70                 | 255              | 40                   |
| Жінки    | 341     | 62                 | 197              | 82                   |
| Разом    | 706     | 132                | 452              | 122                  |